# Tetsuya Totsuka
Tetsuya Totsuka (n. 24 aprilie 1961) este un fost fotbalist japonez.

## Statistici
| Japonia | Japonia | Japonia |
| An      | Meciuri | Goluri  |
| ------- | ------- | ------- |
| 1980    | 4       | 0       |
| 1981    | 8       | 0       |
| 1982    | 4       | 3       |
| 1983    | 0       | 0       |
| 1984    | 0       | 0       |
| 1985    | 2       | 0       |
| Total   | 18      | 3       |